# Hartklep

Openen en sluiten van de hartkleppen

Het hart bevat vier verschillende hartkleppen die verhinderen dat het bloed terugstroomt, door de bloedstroom tussen de hartboezems en de hartkamers en tussen de hartkamers en de slagaders af te sluiten. De kleppen bestaan uit materiaal van het endocard, de eerste laag van de hartwand.
De harttonen, de geluiden die met de stethoscoop hoorbaar zijn, stammen onder andere van de hartkleppen.
De atrioventriculaire kleppen of zeilkleppen zijn de twee kleppen tussen een boezem en een kamer. Het zijn
- de tricuspidalisklep, tussen rechterboezem en rechterkamer
- de mitralisklep, tussen de linkerboezem en linkerkamer

De slagaderkleppen of halvemaanvormige kleppen zijn de twee kleppen tussen een kamer en een slagader. Het zijn:
- de pulmonalisklep of longslagaderklep, tussen de rechterkamer en de longslagader
- de aortaklep of lichaamsslagaderklep, tussen de linkerkamer en de aorta

## De werking van de hartkleppen
Van bovenaf zien hartkleppen eruit als een cirkel die in drieën is gedeeld, behalve de mitralisklep, die in tweeën is gedeeld. De mitralisklep en de tricuspidalisklep zitten aan peesdraden vast. Deze peesdraden lopen door de hartkamers. Ze zitten aan een kant aan de hartkleppen vast en aan de andere kant aan de wand van de hartkamer. Als het hart samenknijpt sluiten de mitralisklep en tricuspidalisklep zich, de peesdraden voorkomen dat de kleppen doorslaan tot in de hartboezem. Als de kamer zich ontspant openen de kleppen zich weer en stroomt het bloed van de boezems naar de kamers.

## Aandoeningen
De aandoeningen van de hartkleppen kunnen in drie typen worden onderscheiden:
1. hartklepinsufficiëntie, waarbij de kleppen lekken;
2. stenose, waarbij de hartklep is vernauwd en niet goed open gaat;
3. atresie, ontbreken van de hartklep, een aangeboren afwijking.

In alle gevallen is de pompfunctie van het hart verminderd, hetgeen leidt tot een verhoogde activiteit van het hart, een slechtere fysieke conditie en op de lange duur tot hartfalen.

## Websites
- Hartstichting.nl.
- Medkennis.nl. Lekkende hartklep. gearchiveerd